# Čierna nad Tisou
Čierna nad Tisou, ungarisch Tiszacsernyő ist eine Stadt in der südöstlichen Slowakei mit 3367 Einwohnern (Stand 31. Dezember 2024) in der traditionellen Landschaft Zemplín.

## Geographie

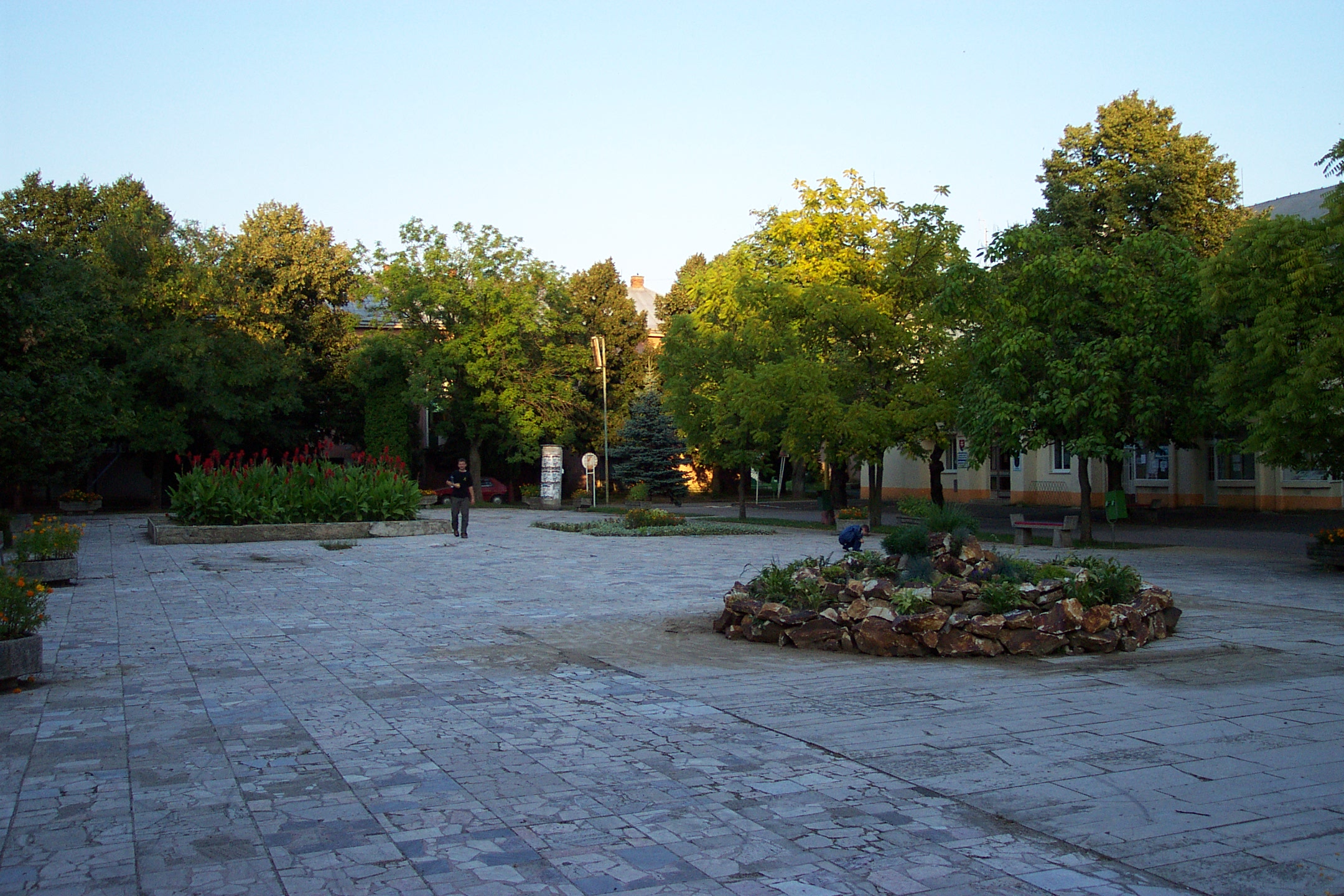
Der Platz Námestie pionierov (Platz der Pioniere)

Die Stadt befindet sich im Ostslowakischen Tiefland unweit des Dreiländerecks Slowakei-Ukraine-Ungarn, gegenüber der ukrainischen Stadt Tschop und der ungarischen Stadt Záhony. Der Ortsname nimmt Bezug auf den Fluss Theiß, der unweit auf wenigen Kilometern slowakisches Territorium berührt und dabei die Grenze zu Ungarn bildet; nördlich der Stadt fließt zudem die Latorica.
Die Stadt ist mit 102 m n.m. die geographisch am tiefsten gelegene Stadt der Slowakei. Sie ist elf Kilometer von Kráľovský Chlmec, 65 Kilometer von Trebišov sowie 106 Kilometer von Košice entfernt.
Nachbargemeinden sind Boťany im Norden, Čierna im Nordosten, Malé Trakany und Veľké Trakany im Süden und Biel im Westen.

## Geschichte

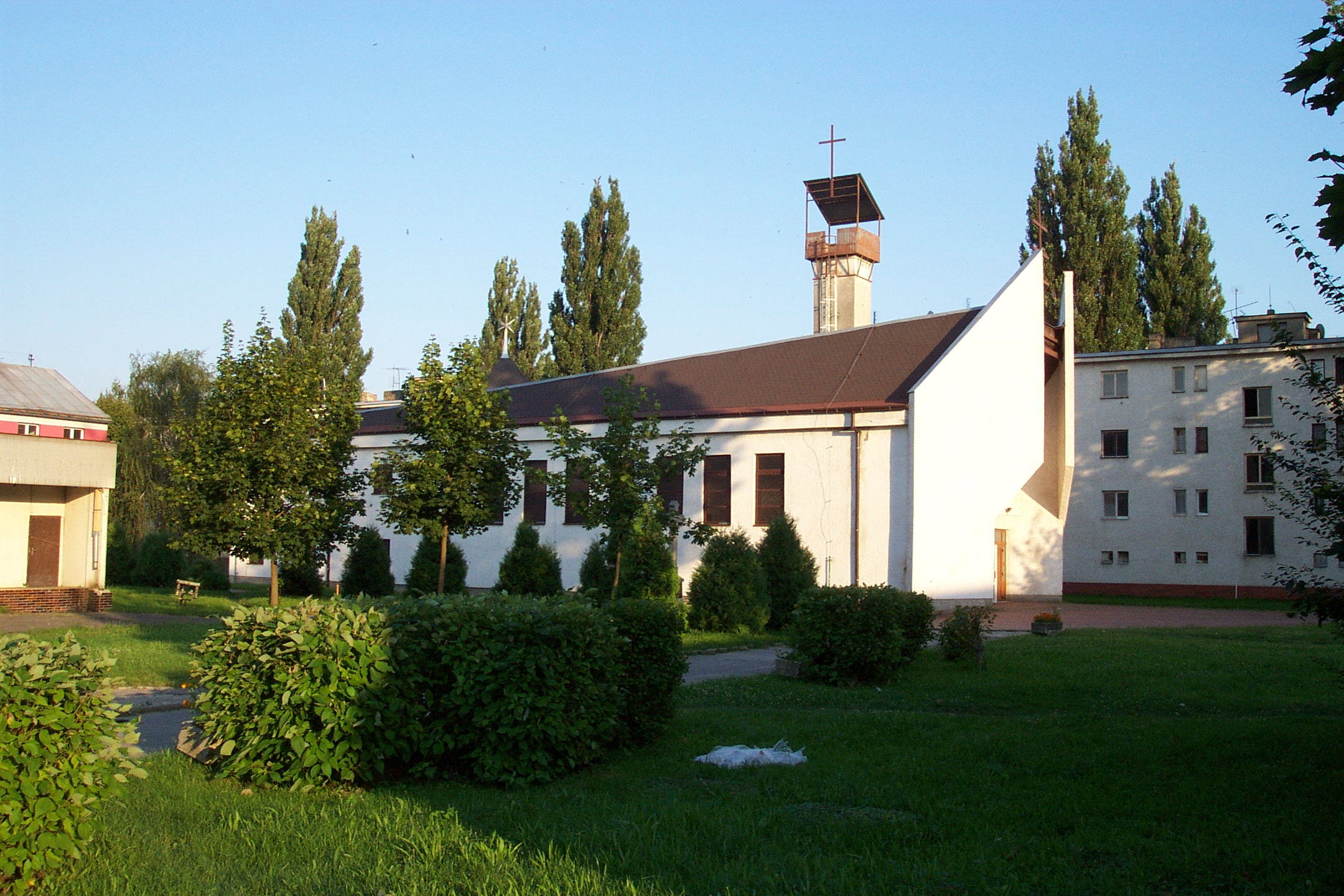
Kirche in Čierna nad Tisou

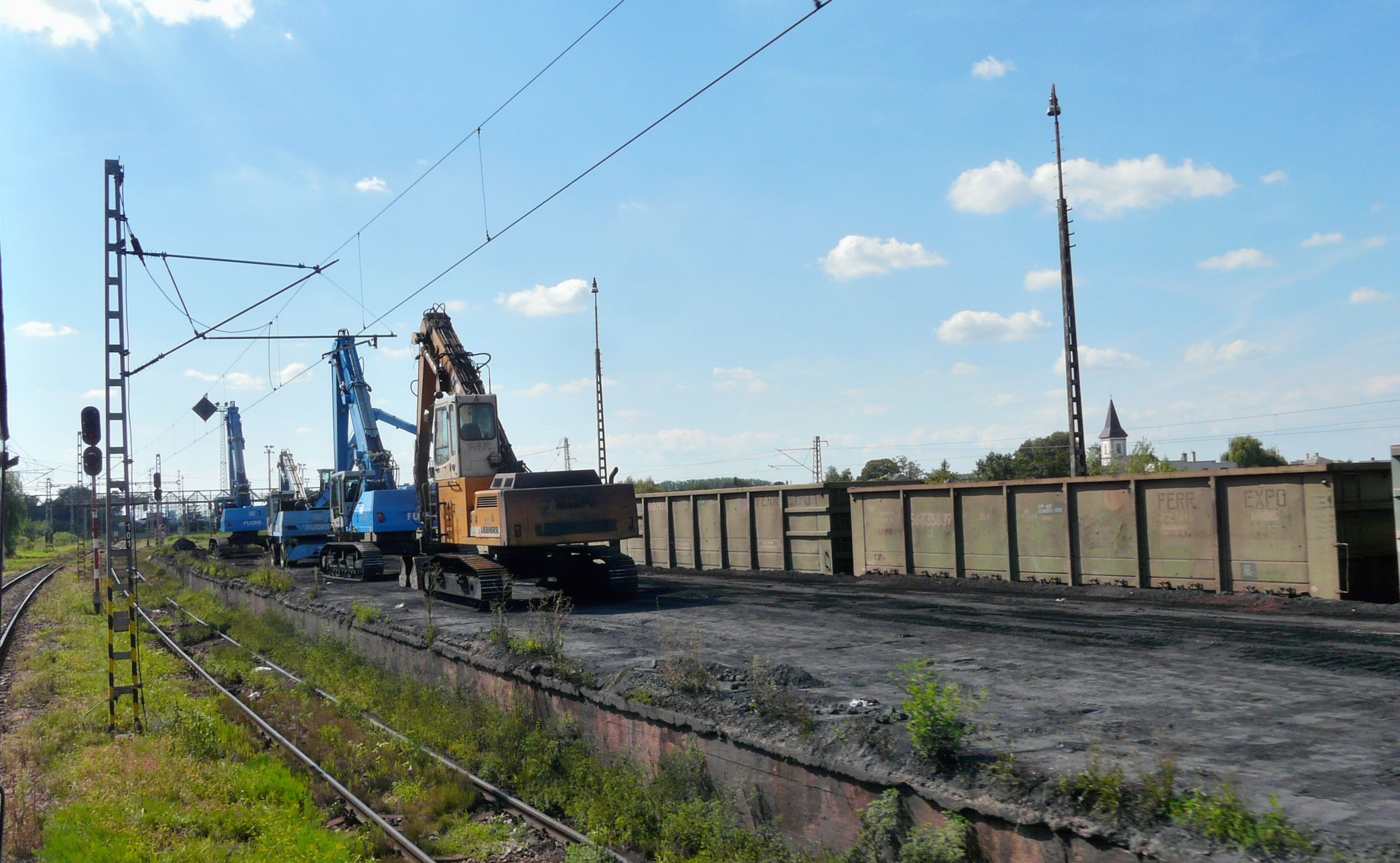
Umschlaganlage für ukrainisches Eisenerz im Bahnhof

Čierna nad Tisou wurde 1828 zum ersten Mal schriftlich erwähnt (als Teil des Ortes Čierna) und lag bis 1920 im ungarischen Komitat Semplin und noch einmal nach dem Ersten Wiener Schiedsspruch in den Jahren 1938–44.
Ab 1946 lag der Ort an der willkürlich festgelegten neuen Staatsgrenze zwischen der Tschechoslowakei und der Sowjetunion. Die Sowjetunion baute das Eisenbahnnetz im vormaligen Karpatenrussland von Regelspur auf russische Breitspur um, so dass an der Staatsgrenze Anlagen zum Umschlag von Gütern zwischen den verschiedenen Spurweiten nötig wurden. Die Tschechoslowakei begann 1946 mit dem Aufbau eines Grenzbahnhofes einschließlich einer Siedlung für die dort beschäftigten Eisenbahner, Grenzpolizisten und Zollbeamten, die 1969 zur Stadt erhoben wurde.
Weltweit bekannt wurde der Ort, als 1968 hier das Treffen der sowjetischen Führung mit Vertretern der ČSSR-Führung stattfand. Die sowjetische Führung bedrängte die tschechoslowakische Parteiführung mit Alexander Dubček an der Spitze, den als „Prager Frühling“ bezeichneten Reformprozess abzubrechen.
1991 erhielt die Stadt ein eigenes Wappen, das ein Eisenbahnrad im schwarzen Feld darstellt. Nach der politischen Wende im Jahr 1989 stagnierte die Umschlagaktivität im Bahnhof zunächst. Der Beitritt der Slowakei zur Europäischen Union und der Abschluss eines Assoziierungsabkommens mit der Ukraine, das einen zollfreien Warenverkehr über die EU-Außengrenze vorsieht, führten wieder zu steigenden Verkehrsleistungen.
Seit dem Beginn des Überfalls russischer Truppen auf die Ukraine seit dem 24. Februar 2022 hat die Bedeutung des Bahnhofs stark zugenommen.

## Bevölkerung
| Jahr:                | 1994. | 2004.    | 2014.    | 2024.   |
| -------------------- | ----- | -------- | -------- | ------- |
| Anzahl der Personen: | 5032  | 4390     | 3683     | 3367    |
| Unterschied:         |       | -12,75 % | -16,10 % | -8,57 % |

| Jahr:                | 2023. | 2024.   |
| -------------------- | ----- | ------- |
| Anzahl der Personen: | 3406  | 3367    |
| Unterschied:         |       | -1,14 % |

Gemäß der Volkszählung 2011 wohnten in Čierna nad Tisou 3885 Einwohner, davon 2419 Magyaren, 1298 Slowaken, 16 Roma, acht Russen, sieben Ukrainer und sechs Tschechen; zwei Einwohner waren anderer Ethnie. 129 Einwohner machten keine Angabe. 1836 Einwohner gehörten zur römisch-katholischen Kirche, 835 Einwohner zur griechisch-katholischen Kirche, 641 Einwohner zur reformierten Kirche, 61 zu den Zeugen Jehovas, 27 Einwohner zur evangelischen Kirche A. B., 19 Einwohner zur orthodoxen Kirche. Weitere 244 Einwohner waren konfessionslos, und bei 200 Einwohnern ist die Konfession nicht ermittelt.
Ergebnisse nach der Volkszählung 2001 (3885 Einwohner):
| Nach Ethnie: - 60,11 % Magyaren - 33,46 % Slowaken - 5,36 % Roma - 0,32 % Tschechen - 0,24 % Ukrainer - 0,13 % Russinen | Nach Konfession: - 47,3 % römisch-katholisch - 21,5 % griechisch-katholisch - 16,5 % reformiert - 1,6 % Zeugen Jehovas - 0,7 % evangelisch A.B. - 0,5 % orthodox - 0,6 % sonstige - 6,3 % konfessionslos - 5,1 % keine Angabe |

## Städtepartnerschaften
- Záhony, Ungarn
- Ajak, Ungarn
- Tschop, Ukraine